# Mantaray (album)
| Recensione      | Giudizio |
| --------------- | -------- |
| AllMusic        | 3.5/5    |
| BBC             | positivo |
| The Guardian    | 3/5      |
| Pitchfork       | 7,3/10   |
| Rockfeedback    | 4/5      |
| Stylus Magazine | B        |
| DIY magazine    | 4/5      |
| The Times       | positivo |
| Uncut           | 3/5      |
| Slant Magazine  | 4/5      |

Mantaray è il primo album da solista di Siouxsie (già cantante dei due gruppi britannici Siouxsie and The Banshees e The Creatures), pubblicato il 10 settembre 2007 per l'etichetta W14 della Universal.

## Il disco
L'album è accreditato alla cantante semplicemente con il nome d'arte Siouxsie, senza il relativo cognome d'arte Sioux, utilizzato invece per firmare i 10 brani, tutti scritti da lei, per lo più assieme ai musicisti della sua nuova band (tranne "One Mile Below", in cui non si avvale della collaborazione di nessuno), tra i quali figurano anche i due produttori dell'intero long playing, Steve Evans e Charlie Jones (di Goldfrapp), oltre che attivissimi come musicisti (chitarre, sintetizzatori e quant'altro), anche responsabili, con Siouxsie, della composizione di quasi tutti i pezzi. Clive Deamer, che ha lavorato con i Portishead, suona la batteria. Per la prima volta, invece, relativamente a un lavoro che la riguarda, non compare nessuno dei membri dei due ex gruppi, né degli storici Siouxsie and the Banshees né dei più recenti The Creatures.
A parte una maggiore varietà stilistica generale, che spazia dal rock del primo brano alla ballad dell'ultimo, passando anche per episodi salsa e pop, Mantaray, che sembra essere il naturale sviluppo dell'ultimo album di Siouxsie con i Siouxsie and the Banshees, The Rapture, del 1995, piuttosto che del successivo e molto più vicino nel tempo Hái! (2003) dei The Creatures, non si discosta molto dalle sonorità a cui l'artista ha abituato il suo pubblico, che la segue fedelmente sin dalla fine degli anni settanta, quando mosse i primi passi nel mondo della musica, scioccando i benpensanti con dei testi al vetriolo, che non hanno mai smesso di essere taglienti e provocatori, e che sembrano ancóra rappresentare la sua naturale forma d'espressione (si noti che il titolo del menzionato brano "One Mile Below", l'unico interamente composto dall'artista, significa «un miglio sotto terra»).
Anche i ritmi sono, come al solito, in perfetto equilibrio tra i due estremi, con pezzi piuttosto tirati verso l'inizio, come "Into a Swan", "About to Happen" e "Here Comes That Day", attenuandosi invece nella parte centrale e finale, con le ballad, "If It Doesn't Kill You" e "Heaven and Alchemy", la sincopata "Drone Zone" e le più sostenute "Sea of Tranquility" e "They Follow You". Mantaray, trainato dal primo singolo, "Into a Swan", che è anche il pezzo di apertura del long playing, ha raggiunto il Numero 38 nella Classifica Britannica degli Album e il Numero 2 nella Classifica Italiana di Rock Alternativo.

## Il tour
Il tour promozionale è partito all'inizio dell'estate e, dopo un concerto a Dublino, in Irlanda, Siouxsie ha debuttato in Italia, con la sua prima performance solista, il 6 luglio 2008, a Pisa, al Metarock festival, poi sei giorni dopo a Roma, al teatro romano di Ostia, presentando tutti i brani del nuovo disco. Ha inoltre tenuto concerti a Milano e Torino.

## Tracce
1. "Into a Swan" - 4:13 (Sioux/Kookie/James)
2. "About to Happen" - 2:50 (Sioux/Noko/James/Evans)
3. "Here Comes That Day" - 4:03 (Sioux/Noko/Kookie/Gray)
4. "Loveless" - 4:25 (Sioux/Kookie/James)
5. "If It Doesn't Kill You" - 4:32 (Sioux/Jones/Evans)
6. "One Mile Below" - 3:01 (Sioux)
7. "Drone Zone" - 3:22 (Sioux/Hilton)
8. "Sea of Tranquillity" - 5:13 (Sioux/Jones/Evans)
9. "They Follow You" - 5:03 (Sioux/Jones/Evans/Crabb)
10. "Heaven and Alchemy" - 4:19 (Sioux/Jones/Evans)

## Credits

### Musicisti
- Siouxsie Sioux: voce, composizione e testi
- Steve Evans: produzione; chitarra in numero 1, 2, 3, 4, 5, 6, 8, 9; programmazione in numero 1, 2, 3, 4, 5, 6, 7, 8, 9, 10; ukulele, sintetizzatori in numero 7; tastiere in numero 9
- Charlie Jones: produzione; basso in numero 1, 2, 3, 6, 9, 10; contrabbasso in 4, 5, 7, 8, 9; piano Rhodes in numero 1, 2, 4, 5, 8, 9, 10; sintetizzatori in numero 1, 2, 4, 5, 8, 9, 10; piano in numero 5, 7, 8, 10; autoharp in numero 10
- Clive Deamer: batteria in numero 1, 3, 4, 5, 6, 7, 8, 9, 10
- Hossam Ranzy: percussioni in numero 1, 6
- Ken Dewar: percussioni in numero 2, 3, 6, 8
- Nako: chitarra, sintetizzatori, programmazione in numero 3
- Terry Edwards: sax, flicorno in numero 3, 7, 8; tromba in numero 3, 7
- Ted Benham: Hammer dulcimer, xilofono in numero 4; dulcimer in numero 5, 8; vibes in numero 8, 9
- Davide Rossi: arrangiamento e performance archi in numero 5, 8

### Produzione
- Tom Dalgety: tecnico del suono
- Kevin Metcalte: masterizzazione

### Staff
- Fiona Freund: foto
- Caroline Marks: assistente alla fotografia
- Mark English: parrucchiere
- DEDass: copertina
- John Jackson per la K2 Agency: A&R fuori dagli USA
- Mitch Oakim per la MOB Agency: A&R negli USA
- Doug Hart: management
- Joe Black: coordinatore progetto
- Karyn Hughes: coordinamento A&R
- Azi Eftekhari: stampa e pubblicità
- John Williams, Ewan Hall, Jo Hart, Nathan Hull, John Knowles, Simon Li, Brian Rose, Greg Sambrook, David Hazle, Big Hassle negli USA e tutti alla Universal, W14 e Decca Records: speciale collaborazione e ringraziamenti